# A Filosofia na Alcova
A Filosofia na Alcova (em francês: La philosophie dans le boudoir), muitas vezes mal traduzido como Filosofia no Quarto, é um romance de 1795 pelo Marquês de Sade escrito na forma de um diálogo dramático. Ambientado em um boudoir, os dois personagens principais argumentam que o único sistema moral que reforça a recente revolução política é a libertinagem e que, se o povo francês não adotar a filosofia libertina, a França estará destinada a retornar a um estado monárquico.
No capítulo intitulado "Quinto Diálogo", há uma longa seção onde o personagem Chevalier lê um panfleto filosófico intitulado "Franceses, um pouco mais de esforço se vocês desejam se tornar republicanos". Isto representa a filosofia de Sade sobre religião e moralidade, uma filosofia que Sade espera que os cidadãos da França adotem e codifiquem nas leis de seu novo governo republicano. Ao longo do texto, Sade argumenta que é preciso abraçar o ateísmo, rejeitar as crenças da sociedade sobre prazer e dor e argumenta que, se algum crime for cometido em busca de prazer, ele não pode ser condenado.

## Enredo
Na introdução, o Marquês de Sade exorta seus leitores a se entregarem às diversas atividades da peça. Ele afirma que a obra é dedicada a "volúpulos de todas as idades, de todos os sexos" e exorta os leitores a imitarem os personagens. "Mulheres lascivas", escreve ele, "que a voluptuosa Saint-Ange seja seu modelo; seguindo seu exemplo, sejam indiferentes a tudo o que contradiga as leis divinas do prazer, às quais ela esteve acorrentada por toda a vida". Ele então exorta as "jovens donzelas" a copiarem Eugénie; "sejam tão rápidas quanto ela para destruir, para rejeitar todos aqueles preceitos ridículos inculcados em vocês por pais imbecis". Por fim, ele exorta os leitores homens a "estudarem o cínico Dolmancé" e seguirem seu exemplo de egoísmo e consideração por nada além do seu próprio prazer.
Dolmancé é o personagem mais dominante do diálogo. Ele explica a Eugénie que moralidade, compaixão, religião, e modéstia são noções absurdas que se interpõem ao único objetivo da existência humana: o prazer. Como a maioria das obras de Sade, A Filosofia na Alcova apresenta bastante sexo, bem como filosofias libertinas. Apesar de o texto apresentar tortura, o diálogo não contém nenhum assassinato em si, ao contrário de muitas das obras de Sade.
Dolmancé e Madame de Saint-Ange começam dando a Eugénie seu próprio estilo de educação sexual, explicando os fatos biológicos e declarando que o prazer físico é um motivo muito mais importante para o sexo do que a reprodução. Ambas as personagens explicam que ela não será capaz de sentir "verdadeiro prazer" sem dor. Eles então começam ansiosamente as aulas práticas, com Le Chevalier se juntando a eles no quarto ato e rapidamente ajudando a tirar a virgindade de Eugénie.
Eugénie é instruída sobre os prazeres de várias práticas sexuais e demonstra ser uma aprendiz rápida. Como geralmente acontece na obra de Sade, os personagens são todos bissexuais, e a sodomia é a atividade preferida de todos, especialmente Dolmancé, que prefere parceiros sexuais masculinos e não pratica nada além de sexo anal com mulheres. Madame de Saint-Ange e seu irmão mais novo, o Chevalier, também fazem sexo entre si e se gabam de fazê-lo regularmente. O incesto deles — e todos os tipos de outras atividades sexuais e tabus, como sodomia, adultério, e homossexualidade — é justificado por Dolmancé em uma série de argumentos enérgicos que podem ser resumidos em "se for bom, faça". O argumento final do Marquês de Sade ao longo do texto é que, se um crime (mesmo assassinato) ocorresse durante o desejo de prazer, não poderia ser punido por lei. A sodomia era ilegal e punível com a morte na França até 1791 (embora a última execução tenha ocorrido em 1750) — quatro anos antes da escrita do diálogo, e Sade foi condenado por sodomia em 1772.
A corrupção de Eugénie ocorre, na verdade, a pedido de seu pai, que a enviou a Madame de Saint-Ange com o propósito de despojar sua filha da moralidade que sua virtuosa mãe lhe ensinou.
O diálogo é dividido em sete partes, ou "diálogos", e foi originalmente ilustrado por Sade. Há uma longa seção dentro do quinto diálogo intitulada "Mais um Esforço, Franceses, Se Vocês Se Tornarem Republicanos", na qual o Marquês de Sade argumenta que, tendo abolido a monarquia na Revolução Francesa, o povo francês deveria dar o passo final em direção à liberdade abolindo também a religião. "Franceses, repito-vos: a Europa aguarda a sua libertação tanto do espectro como do incensário. Saibam bem que não podem libertá-la da tirania real sem, ao mesmo tempo, quebrar para ela os grilhões da superstição religiosa; os grilhões de uma estão intimamente ligados aos da outra; deixem uma das duas sobreviver, e não poderão evitar submeter-se à outra que deixaram intacta. Não é mais diante dos joelhos de um ser imaginário ou de um impostor vil que um republicano deve se prostrar; seus únicos deuses agora devem ser a coragem e a liberdade. Roma desapareceu imediatamente quando o cristianismo foi pregado ali, e a França está condenada se continuar a reverenciá-la."
No ato final, a mãe de Eugénie, Madame de Mistival, chega para resgatar sua filha dos "monstros" que a corromperam. O pai de Eugénie, no entanto, avisa a filha e os amigos com antecedência e os insta a punir sua esposa, cuja pessoa e virtude ele claramente detesta. Madame de Mistival fica horrorizada ao descobrir que não apenas seu marido planejou a corrupção da filha, mas também que Eugénie já perdeu todos os padrões morais que possuía anteriormente, juntamente com qualquer respeito ou obediência à mãe. Eugénie se recusa a ir embora, e Madame de Mistival logo é despida, espancada, chicoteada, e estuprada, com sua filha participando ativamente dessa brutalidade e até mesmo declarando seu desejo de matar a mãe. Dolmancé acaba chamando um criado com sífilis para estuprar a mãe de Eugénie. Eugénie costura sua vagina e Dolmancé seu ânus para manter a semente poluída dentro, e então ela é mandada para casa em lágrimas, pois sabe que sua filha foi perdida para a mentalidade libertina e corrupta de Dolmancé e seus cúmplices.

## Personagens
- Eugénie, uma garota de 15 anos que no início do diálogo é virgem, ingênua em relação a tudo que é sexual, que foi criada pela mãe para ser bem-educada, modesta, decente e obediente.
- Madame de Saint-Ange, uma mulher libertina de 26 anos, dona da casa e do quarto onde o diálogo se passa, convida Eugénie para um curso de dois dias sobre libertinagem.
- Le Chevalier de Mirval, irmão de 20 anos de Madame de Saint-Ange. Ele ajuda a irmã e Dolmancé na provação de "educar" Eugénie.
- Dolmancé, ateu e bissexual de 36 anos (embora com forte preferência por homens), amigo de Le Chevalier. Ele é o principal professor e "educador" de Eugénie.
- Madame de Mistival, a mãe provinciana e hipócrita de Eugénie.
- Augustin, jardineiro de dezoito ou vinte anos de Madame de Saint-Ange. Convocado para auxiliar nas atividades sexuais no quinto diálogo.

## Legado
O diretor espanhol Jesús Franco realizou dois filmes baseados em Philosophy in the Bedroom: Eugenie... The Story of Her Journey into Perversion (1970) e Eugenie (Historia de una perversión) (1980). O diretor italiano Aurelio Grimaldi também o filmou, como L'educazione sentimentale di Eugenie (2005). Em 2003, uma peça baseada em A Filosofia na Alcova, intitulada "XXX", foi encenada em várias cidades europeias. Apresentava sexo simulado ao vivo e interação com o público, o que causou alguma controvérsia.